# Isabella Andreini
Isabella Andreini (Pádua, 1562 – Lyon, 10 de junho de 1604), também conhecida como Isabella Da Padova, foi uma atriz e escritora italiana.
Isabella Andreini era membro da Compagnia dei Comici Gelosi, uma importante companhia itinerante de teatro, a qual se apresentava para a alta sociedade italiana e francesa. Famosa em seu tempo, e notável por sua atuação e seu caráter, hoje é considerada o símbolo do papel de Isabella, da Commedia dell'arte, a qual recebeu seu nome.